# وایت هال (شهرستان فردریک، ویرجینیا)
وایت هال (به انگلیسی: White Hall) یک منطقهٔ مسکونی در ایالات متحده آمریکا است که در شهرستان فردریک، ویرجینیا واقع شده‌است.